# PARTNER (名香智子の漫画)
『PARTNER』（パートナー）は、名香智子による日本の漫画。1980年から1987年まで『プチコミック』（小学館）で連載された。社交ダンス（競技ダンス）をテーマに描いた作品。単行本は全17巻。小学館文庫でも全8巻が刊行され、どちらも最終巻に番外編として後日談『オアシス』と『鳳仙花』が収録されている。

## あらすじ
宝珠茉莉花はお嬢様学校に通う17歳。一見おしとやかな大和撫子だが、踊ることが大好き。ある夜、ディスコで茉莉花の人生を変える2人の男性に出会う。金髪の美形フランツと野心に燃えるダンサー神砌。そして茉莉花はソシアルダンスの華麗な世界に踏み出す。

## 登場人物
- 宝珠 茉莉花（ほうじゅ まつりか）※通称は「まりか」
- 神 砌（じん みぎり）
- フランツ・フォン・ハイドリヒ
- フレイア・ビョルンソン
- 赤目 六郎（あかめ ろくろう）
- 芥川 鉄郎（あくたがわ てつろう）
- 芥川千香子（あくたがわ ちかこ）
- オーディン・ビョルンソン
- 宝珠 高子（ほうじゅ たかこ）
- 小川 志文（おがわ シモン）
- 小川 鈴音（おがわ レネ）
- シンシア・フォン・ハイドリヒ

## 追記
- フランツのその後は、同作者の『レディ・ギネヴィア』（小学館文庫）収録の「オリバー」や、イラスト集『シャルトル家 家族の肖像』の中の描き下ろし漫画「夜会の貴公子」でうかがい知ることができる。しかし、姓がなぜか「フォン・ハイドリヒ」から「フォン・ハインリヒ」に変えられている。
- 1984年に日本コロムビアからイメージアルバム（LP）が発売されている。

## 既刊
フラワーコミックス (小学館)
1. 1981年6月20日 ISBN 4-09-130771-X
2. 1981年9月20日 ISBN 4-09-130772-8
3. 1982年2月20日 ISBN 4-09-130773-6
4. 1982年8月20日 ISBN 4-09-130774-4
5. 1982年12月20日 ISBN 4-09-130775-2
6. 1983年5月20日 ISBN 4-09-130776-0
7. 1983年9月20日 ISBN 4-09-130777-9
8. 1984年1月20日 ISBN 4-09-130778-7
9. 1984年8月20日 ISBN 4-09-130779-5
10. 1984年12月20日 ISBN 4-09-130780-9
11. 1985年5月20日 ISBN 4-09-131831-2
12. 1985年9月20日 ISBN 4-09-131832-0
13. 1986年2月20日 ISBN 4-09-131833-9
14. 1986年7月20日 ISBN 4-09-131834-7
15. 1987年1月20日 ISBN 4-09-131835-5
16. 1987年7月20日 ISBN 4-09-131836-3
17. 1987年11月20日 ISBN 4-09-131837-1

フラワーコミックスワイド版 (小学館)
1. 1991年10月20日 ISBN 4-09-134731-2
2. 1991年11月20日 ISBN 4-09-134732-0
3. 1991年12月20日 ISBN 4-09-134733-9
4. 1991年1月20日 ISBN 4-09-134734-7
5. 1991年2月20日 ISBN 4-09-134735-5
6. 1991年3月20日 ISBN 4-09-134736-3
7. 1991年4月20日 ISBN 4-09-134737-1
8. 1991年5月20日 ISBN 4-09-134738-X

小学館文庫 (小学館)
1. 1999年12月10日 ISBN 4-09-191301-6
2. 1999年12月10日 ISBN 4-09-191302-4
3. 2000年2月10日 ISBN 4-09-191303-2
4. 2000年2月10日 ISBN 4-09-191304-0
5. 2000年3月10日 ISBN 4-09-191305-9
6. 2000年3月10日 ISBN 4-09-191306-7
7. 2000年5月10日 ISBN 4-09-191307-5
8. 2000年5月10日 ISBN 4-09-191308-3